# Fool to Cry
Fool to Cry is een nummer van de Britse band The Rolling Stones. Het nummer verscheen op hun album Black and Blue uit 1976. Op 26 april van dat jaar werd het nummer uitgebracht als de eerste single van het album. Het nummer is een ballad. 

## Achtergronden
Fool to Cry is, net zoals de meeste andere nummers van The Rolling Stones, geschreven en geproduceerd door Mick Jagger en Keith Richards. 
Fool to Cry en de rest van het album werden gebruikt als auditie voor een aantal gitaristen, nadat Mick Taylor kort voor de opnames de band had verlaten. Zo speelde sessiemuzikant Wayne Perkins gitaar op het nummer. Jagger speelt zelf de elektrische piano, terwijl Nicky Hopkins de gewone piano en de synthesizer bespeelt.
Fool to Cry werd de meest succesvolle single van Black and Blue. Het bereikte de zesde plaats in het Verenigd Koninkrijk en de tiende plaats in de Verenigde Staten. In Nederland behaalde het respectievelijk de achtste en tiende plaats in de Top 40 en de Nationale Hitparade, terwijl in Vlaanderen de zestiende plaats in de Ultratop 50 de hoogste notering was. Het is het enige nummer van het album dat regelmatig op compilatiealbums verschijnt; zo stond het in 2002 op Forty Licks en in 2012 op GRRR!.
De band maakte een videoclip ter promotie van de single Fool to Cry, waarin zij het nummer live ten gehore brengen. In de clip is in plaats van Perkins de uiteindelijk gekozen gitarist Ron Wood te zien. 

## Covers
Een cover van het nummer door Tegan and Sara is te horen op de officiële soundtrack van de televisieserie Girls. Ook werd het in 2008 gecoverd door Taylor Dayne voor haar album Satisfied.

## Hitnoteringen

### Nederlandse Top 40
| Hitnotering: 08-05-1976 t/m 12-06-1976 | Hitnotering: 08-05-1976 t/m 12-06-1976 | Hitnotering: 08-05-1976 t/m 12-06-1976 | Hitnotering: 08-05-1976 t/m 12-06-1976 | Hitnotering: 08-05-1976 t/m 12-06-1976 | Hitnotering: 08-05-1976 t/m 12-06-1976 | Hitnotering: 08-05-1976 t/m 12-06-1976 | Hitnotering: 08-05-1976 t/m 12-06-1976 |
| Week                                   | 1                                      | 2                                      | 3                                      | 4                                      | 5                                      | 6                                      |                                        |
| -------------------------------------- | -------------------------------------- | -------------------------------------- | -------------------------------------- | -------------------------------------- | -------------------------------------- | -------------------------------------- | -------------------------------------- |
| Positie                                | 27                                     | 10                                     | 8                                      | 10                                     | 28                                     | 36                                     | uit                                    |

### Nationale Hitparade
| Hitnotering: 08-05-1976 t/m 29-05-1976 | Hitnotering: 08-05-1976 t/m 29-05-1976 | Hitnotering: 08-05-1976 t/m 29-05-1976 | Hitnotering: 08-05-1976 t/m 29-05-1976 | Hitnotering: 08-05-1976 t/m 29-05-1976 | Hitnotering: 08-05-1976 t/m 29-05-1976 |
| Week                                   | 1                                      | 2                                      | 3                                      | 4                                      |                                        |
| -------------------------------------- | -------------------------------------- | -------------------------------------- | -------------------------------------- | -------------------------------------- | -------------------------------------- |
| Positie                                | 17                                     | 11                                     | 10                                     | 25                                     | uit                                    |

### NPO Radio 2 Top 2000
| Nummer met noteringen in de NPO Radio 2 Top 2000 | '99 | '00 | '01 | '02 | '03 | '04 | '05 | '06 | '07  | '08 | '09 | '10 | '11 | '12 | '13 | '14 | '15  | '16 | '17 | '18  | '19 | '20 | '21  | '22  | '23  | '24  |
| ------------------------------------------------ | --- | --- | --- | --- | --- | --- | --- | --- | ---- | --- | --- | --- | --- | --- | --- | --- | ---- | --- | --- | ---- | --- | --- | ---- | ---- | ---- | ---- |
| Fool to Cry                                      | 506 | 723 | 574 | 548 | 613 | 611 | 694 | 715 | 1062 | 716 | 847 | 871 | 874 | 676 | 794 | 854 | 1019 | 925 | 946 | 1074 | 971 | 960 | 1056 | 1166 | 1211 | 1171 |

1. ↑  Een vetgedrukt getal geeft de hoogste notering aan.